# Patrizia Bugnano
Patrizia Bugnano (Torino, 4 giugno 1962) è una politica italiana.

## Biografia
È stata assessore allo sport e al turismo della Provincia di Torino dal 2004 al 2008, sotto la giunta provinciale di centro-sinistra guidata da Antonino Saitta.
Alle elezioni politiche del 2008 è stata candidata al Senato della Repubblica, ed eletta con l'Italia dei Valori. 
Non si ricandida alle elezioni politiche del 2013, in dissenso con la candidatura in Rivoluzione Civile del sindaco No Tav Nilo Durbiano per delle sue prese di posizione contro la magistratura e le forze dell’ordine in occasione dell’arresto di alcuni militanti No Tav accusati di episodi violenti e di devastazione.
Nei mesi successivi abbandona l'Italia dei Valori e aderisce al Movimento 139 fondato da Felice Belisario, Leoluca Orlando e Carlo Costantini.